# An Englishman's Honor
An Englishman's Honor è un cortometraggio muto del 1911 diretto da Francis Boggs che però non è confermato.

## Produzione
Il film fu prodotto dalla Selig Polyscope Company.

## Distribuzione
Distribuito dalla General Film Company, il film - un cortometraggio in una bobina - uscì nelle sale cinematografiche statunitensi il 19 gennaio 1911.